# Asthenargus myrmecophilus
Asthenargus myrmecophilus là một loài nhện trong họ Linyphiidae.
Loài này thuộc chi Asthenargus. Asthenargus myrmecophilus được František Miller miêu tả năm 1970.